# Саут-Лондондеррі Тауншип (округ Лебанон, Пенсільванія)
Саут-Лондондеррі Тауншип (англ. South Londonderry Township) — селище (англ. township) в США, в окрузі Лебанон штату Пенсільванія. Населення — 8776 осіб (2020).

## Демографія
Згідно з переписом 2010 року, у селищі мешкала 6991 особа в 2690 домогосподарствах у складі 2005 родин. Було 2831 помешкання
Расовий склад населення:
| - 96,2 % — білих - 1,7 % — азіатів - 0,7 % — чорних або афроамериканців - 0,1 % — корінних американців |

До двох чи більше рас належало 1,0 %. Частка іспаномовних становила 1,8 % від усіх жителів.
За віковим діапазоном населення розподілялося таким чином: 24,2 % — особи молодші 18 років, 60,0 % — особи у віці 18—64 років, 15,8 % — особи у віці 65 років та старші. Медіана віку мешканця становила 42,3 року. На 100 осіб жіночої статі у селищі припадало 96,7 чоловіків;  на 100 жінок у віці від 18 років та старших — 94,5 чоловіків також старших 18 років.
Середній дохід на одне домашнє господарство  становив 90 517 доларів США (медіана — 66 399), а середній дохід на одну сім'ю — 99 988 доларів (медіана — 71 962). Медіана доходів становила 66 759 доларів для чоловіків та 43 988 доларів для жінок. За межею бідності перебувало 3,6 % осіб, у тому числі 1,9 % дітей у віці до 18 років та 3,1 % осіб у віці 65 років та старших.
Цивільне працевлаштоване населення становило 3668 осіб. Основні галузі зайнятості: освіта, охорона здоров'я та соціальна допомога — 27,2 %, роздрібна торгівля — 16,8 %, мистецтво, розваги та відпочинок — 8,8 %, науковці, спеціалісти, менеджери — 8,6 %.